# 仁宗街道
仁宗街道，是中华人民共和国陕西省西安市临潼区下辖的一个街道办事处。
2011年，陕西省民政厅批复同意撤销仁宗乡建制，设立仁宗街道办事处。

## 行政区划
仁宗街道下辖以下地区：
土桥村、茨林村、官沟村、庄王村、玉川村、陈刘村、芋坡村、刘坡村、张南帮村、黄湾村、任湾村、仁宗村、房岩村和壕栗村。